# Newton da Costa
Newton Carneiro Affonso da Costa (Curitiba, 16 de setembro de 1929 – 16 de abril de 2024) foi um matemático, lógico e filósofo brasileiro e um dos pensadores brasileiros mais reconhecidos internacionalmente.
Da Costa ficou reconhecido principalmente pela formulação da lógica paraconsistente, um tipo de lógica distinta da lógica clássica. A lógica paraconsistente põe em xeque o princípio da não contradição, segundo o qual duas afirmações contraditórias não podem ser verdadeiras ao mesmo tempo, um dos pilares da lógica clássica. Da Costa mostrou que é admissível criar sistemas lógicos que aceitem contradições sem por isso se tornarem triviais, ou seja, sem que o verdadeiro e o falso se tornem indistinguíveis dentro deles. Seus trabalhos, divulgados em mais de 250 obras, abrangem a filosofia da ciência, a filosofia da física, as teorias da verdade, os fundamentos da matemática, a economia, a teoria da computação e o direito, entre outros campos. Por conta de sua teoria, da Costa é chamado de “pensador da contradição”.
Obteve três graduações pela Universidade Federal do Paraná: em 1952 formou-se em engenharia civil, e em 1955 e 1956 obteve o bacharelado e licenciatura em matemática, ambos pela Faculdade de Filosofia, Ciências e Letras. Especializou-se em licenciatura de matemática em 1957, e concluiu o doutorado em análise matemática e análise superior em 1961, orientado por Edison Farah. Newton da Costa foi professor catedrático da UFPR, professor titular de matemática e de filosofia na USP, e professor titular na Unicamp. Foi, também, professor visitante em instituições da Austrália, França, Estados Unidos, Polônia, Itália, Argentina, México e Peru.

## Biografia
Da Costa nasceu em 1929, em Curitiba, e fez toda a sua carreira dentro de universidades brasileiras, embora tenha lecionado em diversas universidades ao redor do Mundo. Iniciou na Universidade Federal do Paraná, onde doutorou-se, e, depois disso, transferiu-se para a Universidade de São Paulo lecionando no Instituto de Matemática e Estatística e na Faculdade de Filosofia, Letras e Ciências Humanas. Filho de uma professora de francês, da Costa teve influência de autores franceses, interessando-se mais tarde pela filosofia e lógica.
Mais especificamente, em uma entrevista para Revista de Filosofia Sísifo, Newton da Costa comenta sobre a sua influência filosófica, afirmando que "tenho dívidas com muitos autores, tais como Russell, Carnap, Quine e Brunschvicg. No entanto, jamais poderia me considerar um discípulo de qualquer um deles. O que fizeram por mim foi, principalmente, me ajudarem a resolver meus problemas por meio de argumentação própria: aguçaram meu senso crítico e contribuíram para que eu pudesse formar um pensamento próprio".
Newton da Costa faleceu em 16 de abril de 2024, devido a um acidente doméstico.

## Principais contribuições

### Lógicas paraconsistentes
Em sistemas lógicos paraconsistentes a existência de proposições contraditórias não implica a trivialidade dos sistemas. As implicações destes sistemas lógicos têm importância acadêmica e prática tanto para os fundamentos quanto para as aplicações de ciências como direito, matemática, física e engenharia. Ser um dos criadores desta lógica não clássica deu parte do reconhecimento internacional que o Professor Da Costa granjeou. Os conhecidos cálculos Cn de Da Costa foram amplamente generalizados e ampliados pelas Lógicas da Inconsistência Formal, investigados por Walter Carnielli, Marcelo E. Coniglio e João Marcos.
Juntamente com seus colegas (e ex-orientandos), o lógico Walter A. Carnielli, professor da UNICAMP, a matemática Leila Zardo Puga professora da PUCSP, Da Costa deu uma contribuição original à Lógica Dêontica. Da Costa, Carnielli e Puga mostraram que uma lógica menos rígida que a lógica clássica pode dar uma nova resposta aos chamados paradoxos ou dilemas deônticos. Esta contribuição ao debate é reconhecida no verbete Deontic Logic da Stanford Enc. of Philosophy.

### Teoria daQuase-Verdade
Da Costa com alguns de seus colaboradores, estendeu o conceito escolástico de verdade, formulando, à maneira de Alfred Tarski, uma noção, a teoria da quase verdade ou verdade parcial que então aplicou aos fundamentos da ciência. Um exemplo de quase-verdade, segundo da Costa, é a mecânica clássica: ela pode ser usada para construírem-se prédios, mas é "falsa" na medida em que foi suplantada pela teoria da relatividade.

### Fundamentos da matemática e da física
O método axiomático é uma ferramenta que estende a compreensão a respeito dos limites e desdobramentos das teorias. As pesquisas de Da Costas incluem teoria dos modelos, teoria de Galois, axiomatização da mecânica quântica e da relatividade restrita e teoria da complexidade. 
Da Costa juntamente com o físico Francisco A. Dória axiomatizou, utilizando o predicado de Suppes, várias teorias físicas, chegando a resultados importantes como o da incompletude ou indecidibilidade de certas proposições da teoria de sistemas dinâmicos, em sua versão axiomatizada. Este resultado também foi estendido para o equilíbrio de Nash.

### P=NP?
O problema P = NP? é um dos problemas mais importantes da teoria da computação e relaciona-se diretamente com a limitação do poder de processamento dos computadores, entre outras questões de aplicação prática.
Juntamente com Francisco A. Dória, Da Costa publicou dois artigos que condicionam a consistência do problema P=NP? à teoria de conjuntos ZFC. Os resultados obtidos são similares aos obtidos por outros autores e a comunidade científica ainda está avaliando estes resultados.

## Ex-alunos
- Jean-Yves Béziau
- Marcelo Samuel Berman
- Walter Carnielli
- Itala Maria Loffredo D'Ottaviano
- Adonai Sant'Anna
- Décio Krause
- Edelcio Gonçalves de Souza
- Leila Zardo Puga
- Juliano Souza de Albuquerque Maranhão
- Evandro Luís Gomes

## Linhas de pesquisa
- Análise matemática
- Análise superior
- Fundamentos da matemática
- Sistemas formais inconsistentes
- Fundamentos da teoria das categorias
- Teoria dos conjuntos não-cantorianas
- Fundamentos da probabilidade
- Inferência indutiva
- Estrutura da ciência

## Áreas de atuação
- Lógica
- Álgebra
- Relatividade e Gravitação

## Publicações selecionadas

### Artigos e palestras
- N.C.A. da Costa, Sistemas Formais Inconsistentes. Curitiba, Brasil: Universidade Federal do Paraná, 1963.
- N.C.A. da Costa, On the theory of inconsistent formal systems. Notre Dame Journal of Formal Logic 1974 ; 15: 497-510.
- N.C.A. da Costa (com L. Dubikajtis), On Jaskowski's Discussive Logic. Non-Classical Logics, Model Theory and Computability, North-Holland Publishing Company, Amsterdam, pp.37-56, 1977.
- N.C.A. da Costa, Pragmatic probability. Erkenntnis 1986; 25: 141-162.
- N.C.A. da Costa (com V.S. Subrahmanian), Paraconsistent logic as a formalism for reasoning about inconsistent knowledge bases. Artificial Intelligence in Medicine 1989; 1: 167-174.
- N.C.A. da Costa (com F.A. Doria), Undecidability and incompleteness in classical mechanics, International J. Theoretical Physics, vol. 30 (1991), 1041-1073.
- N.C.A. da Costa, Paraconsistent logic. In Stanisław Jaškowski Memorial Symposium, pp. 29-35. Department of Logic, Nicholas Copernicus University of Toruń. 1998.
- N.C.A. da Costa (com O. Bueno and S. French), Is there a Zande Logic? History and Philosophy of Logic 1998; 19: 41-54.
- N.C.A. da Costa (com Walter A. Carnielli), On Paraconsistent Deontic Logic. Philosophia 16: 293-305, 1986.
- N.C.A. da Costa (com O. Bueno and A.G. Volkov), Outline of a paraconsistent category theory. In P Weingartner (ed.), Alternative Logics: Do Sciences Need them? Berlin: Springer-Verlag, 2004, pp. 95-114.
- N.C.A. da Costa (com F. A. Doria), Consequences of an exotic definition for P=NP. Applied Mathematics and Computation, vol. 145 (2003), 655-665, and Addendum to Consequences...' . Applied Mathematics and Computation, vol. 172 (2006), 1364-1367.
- N.C.A. da Costa (com F. A. Doria), Computing the future, in Computability, Complexity and Constructivity in Economic Analysis, ed. K. V. Velupillai, Blackwell, 2005.
- N.C.A. da Costa (com F. A. Doria), Some thoughts on hypercomputation, Applied Mathematics and Computation, in press (2006).
- N.C.A. da Costa (with M.S.Berman),"On the Stability of Our Universe" Journal of Modern Physics 3,1211-1215 (2012)doi :10.4236/jmp.2012.329156 (http://www.SciRP.org/journal/jmp)

### Livros
- N.C.A. da Costa, Lógica Indutiva e Probabilidade. Hucitec-EdUSP, 2a. ed., São Paulo, 1993.
- N.C.A. da Costa, Logique Classique et Non-Classique. Paris, Masson, 1997.
- N.C.A. da Costa, O conhecimento científico. São Paulo, Discurso Editorial, 2a. Ed., 1999.
- N.C.A. da Costa, J.M. Abe, J.I. da Silva Filho, A.C. Murolo and C.F.S. Leite Lógica Paraconsistente Applicada. São Paulo, Atlas, 1999.
- N.C.A. da Costa and S. French, Science and Partial Truth: A Unitary Approach to Models and Scientific Reasoning. (Oxford Studies in Philosophy of Science), Oxford University Press, 2003.
- Shyam Wuppuluri, N.C.A. da Costa (Eds.), "Wittgensteinian (adj.): Looking at the World from the Viewpoint of Wittgenstein's Philosophy" Springer — The Frontiers Collection, 2019.[8]